# Gonzalo Karolys
Gonzalo Karolys Martinez (Guaranda, Ecuador, 1 de enero de 1923 - Quito, Ecuador, 6 de abril de 2020) fue un jurista, expresidente de la Corte Suprema de Justicia (hoy, Corte Nacional de Justicia) y exprocurador general del Estado de Ecuador.

## Biografía
Nacido en Guaranda, Gonzalo Karolys cursó sus estudios primarios en la Escuela San José de La Salle de Guaranda. Más tarde, terminaría sus estudios secundarios en el Colegio Pedro Carbo, de la misma ciudad. 
En el violento contexto de la guerra del 41, siendo todavía un joven de 18 años de edad, Gonzalo Karolys se enroló en las filas del ejército ecuatoriano. Durante el conflicto armado participó activamente en los batallones de Loja y obtuvo el rango de subteniente de reserva.
Tras pedir la baja del ejército, Gonzalo Karolys, viaja a la ciudad de Quito, donde se graduó de Doctor en Jurisprudencia de la Universidad Central del Ecuador. Fue representante de varias las organizaciones estudiantiles y posteriormente presidente de la Federación de Estudiantes Universitarios del Ecuador (FEUE), cuando ese organismo no pertenecía a ningún partido político.

Durante el gobierno de Galo Plaza Lasso organizó un ‘Desfile de la Sanción’ para, según él, condenar la inmoralidad que se cometió con los damnificados del terremoto de Ambato:
“Asistieron miles de personas. Condenamos el que la ayuda no se haya repartido. Nosotros la encontramos bodegas”

Gonzalo Karolys sobre el ‘Desfile de la Sanción’
Una vez graduado, Gonzalo Karolys viajó a Chile a realizar estudios de posgrado en Derecho penal. En 1976 funda el estudio jurídico Karolys & Vela.

## Funciones y cargos
Gonzalo Karolys se desempeñó como abogado del Ministerio de Finanzas. Posteriormente, durante la presidencia de Fabián Alarcón, Gonzalo Karolys fue miembro de la comisión que elaboró la Constitución Política del Estado del año 1998.  
Se desempeñó como Procurador de Sucesiones de Pichincha y fue presidente de la Junta Consultiva de Relaciones Exteriores. Durante un tiempo fue miembro del Consejo Superior del Instituto Ecuatoriano de Seguridad Social. 

### Procurador General
Durante el gobierno del general Guillermo Rodríguez Lara, Gonzalo Karolys asumió el cargo de Procurador General del Estado, cargo que ostentó durante cuatro años. En una entrevista para Jorge Nuñez Sánchez, realizada el 15 de febrero de 2008, Gonzalo Karolys comentó:
En febrero de 1972 fui designado Procurador General de la Nación por el Gobierno Revolucionario Nacionalista delas Fuerzas Armadas, que presidiera el general Guillermo Rodríguez Lara. Cuando yo me hice cargo de esta función, la Procuraduría ocupaba dos oficinas pobres y míseras en el edificio del Palacio Legislativo, en las que apenas existían tres empleados, que laboraban en escritorios destartalados y en unas viejas máquinas de escribir, que a duras penas marcaban las letras. Para el uso del Procurador, había un viejo y destartalado escritorio y un asiento roto, en el que mi antecesor, el Dr. Juan Isaac Lovato, había puesto un almohadón para poder sentarse. En general, la oficina tenía la apariencia de una funeraria.

Gonzalo Karolys sobre su inicio en la Procuraduría General del Estado.
Según mencionan, aus críticos, su gran obra dentro de la Procuraduría General del Estado fue transformar y proyectar este órgano público en lo que es ahora, una oficina importante y trascendental en el control de los bienes públicos. Así pues, ante sus impresiones de este cargo Gonzalo Karolys sostuvo que la Procuraduría rquería una serie de modificaciones que realzaran la labor de los servidores públicos que ahí laboraban:
Ante tan deprimente situación, que resultaba ofensiva para la labor de cualquier funcionario, no se diga ya del Procurador General del Estado, inicié una serie de contactos con el Gobierno Nacional, y en particular con el General Rodríguez Lara, para obtener recursos destinados a la adquisición de oficinas propias para la Procuraduría General del Estado. El mandatario valoró la situación y dispuso que a la Procuraduría se le proveyera de una partida presupuestaria para la adquisición de oficinas, que finalmente fueron compradas en el edificio Jaramillo Arteaga, en la Avda. Colombia, donde pasamos a ocupar dos pisos, debidamente amoblados y equipados. Años más tarde, el Procurador Encargado Dr. Jaime Espinosa Vega reconoció, en un acto público, ese importante aporte que yo había hecho a la Procuraduría, al dotarla de sus primeras oficinas propias y de un equipo de profesionales amplio y suficiente para atender los importantes asuntos que el Estado asignaba a esta dependencia.

Gonzalo Karolys sobre la transformación de la Procuraduría.
Uno de los objetivos prioritarios del Procurador Karolys fue el fortalecimiento y desarrollo institucional de la Procuraduría General de la Nación. Con ese fin, efectuó algunos cambios y ascensos en el personal técnico de la Procuraduría y buscó un incremento presupuestario para la Entidad, mediante negociaciones con el Ministerio de Finanzas y su dirección de presupuesto.

### Corte Suprema de Justicia
Durante los años 1967 a 1990, Gonzalo Karolys se desempeñó como Presidente de la Corte Suprema de Justicia. La presidencia de este órgano de justicia se vio marcada por el contexto social y político del Consejo Supremo de Gobierno. Como lo describe el propio Gonzalo Karolys, sus años más difíciles fueron cuando ejerció la presidencia de la Corte Suprema de Justicia; hechos como el asesinato del economista Abdón Calderón Muñoz a manos de Guillermo "Plin" Méndez y Luis Oswaldo García Almeida, generaron un clima de tensiones en la Corte Suprema de Justicia cuando la acusación particular de la familia Calderón fue trasladada a la al mencionado órgano judicial, alegando que el delito se había efectuado en el desempeño de un cargo ajeno al ámbito castrense.
Como parte de la Corte Suprema de Justicia, Gonzalo Karolys fue autor y coautor de varios proyectos de ley, entre otros: Ley Orgánica del Poder Jurisdiccional; Ley de Defensa Profesional del Abogado; Ley de Defensa Profesional de los Arquitectos; Ley de Defensa Profesional de los Periodistas; Reformas al Código Penal, a la Ley contra el Tráfico de Estupefacientes y al Código de Procedimiento Civil.

## Publicaciones
- Biografía Íntima (1994). Ed. Altiplano, Guaranda.
- Corte Suprema de Justicia. Obras y realizaciones: enero 1978 - junio 1979 (1979). Ed. Voluntad, Quito.[10]

- Guahuranga, la ciudad y su gente (1995). Llanganate Editores, Quito.[11]